# 埃尔巴奈西由火山

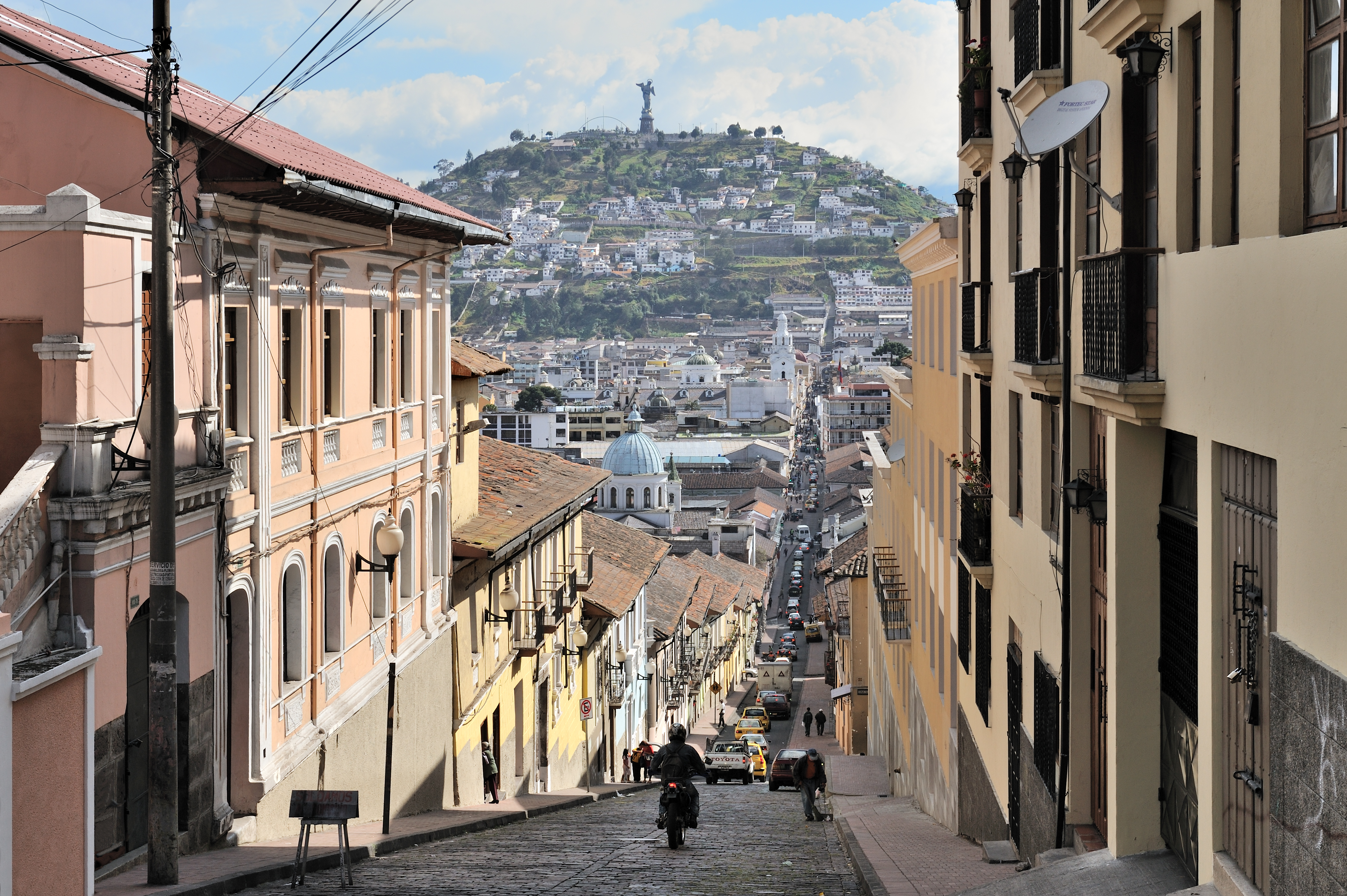
遠處為埃尔巴奈西由火山

埃尔巴奈西由火山（西班牙語：El Panecillo）是一座平均海拔高200米的火山，土壤为黃土，位于厄瓜多爾基多南部和中部之间。它的顶峰海拔3,016米。根据耶稣会历史学家胡安·德·韦拉斯科的说法，埃尔巴奈西由火山山顶上有一座印第安人建造的太阳神寺庙，後來它被西班牙征服者摧毁。1976年，西班牙艺术家Agustín de la Herrán Matorras受Oblates宗教组织的委托，建造了一座45米高的圣母石碑，名為Virgin of El Panecillo。1976年3月28日，基多第11任大主教巴勃罗-穆尼奥斯-维加 (Pablo Muñoz Vega) 为该纪念碑举行了落成典礼。雕像是由基多的Anibal Lopez设计和建造的。